# カロニア (客船・初代)
カロニア（英: RMS Caronia）は、キュナード・ラインが所有していた客船。

## 概要
カロニアはジョン・ブラウン・アンド・カンパニーによって建造され、1904年7月13日に進水。1905年2月25日にリヴァプール - ニューヨーク間の処女航海を行い、航海後地中海 - ニューヨーク間の航路を担当した。
その後1914年にボストンに移動した直後、第一次世界大戦が勃発し、カロニアは輸送船として軍に徴用された。戦後に役目を終えた後は再び通常の航海に戻った。また、1920年に改装工事を行い、石炭から主缶重油専焼に変わった。
改装後は担当航路が何度か変遷した。変遷歴は以下の通りである。
- ニューヨークまたはボストン - リヴァプール
- ニューヨーク - ロンドン
- ニューヨーク - ハンブルク（1922年）
- ケベック - リヴァプール（1924年）
- ニューヨーク - ハバナ

## 最後の航海
カロニアの最後の航海は1932年9月12日のロンドン - ニューヨーク間である。その後は改名して「大西洋丸」となり日本の大阪へ航海し、翌1933年にスクラップとなった。